# Широколъшки говор
Широколъшкият говор е представител на родопските рупски говори. Говори се предимно в селата Широка лъка, Върбово и Стойките.

## Характеристики
По своите морфологични характеристики широколъшкия говор прилича на заобикалящия го смолянски говор. Запазени са обаче някои специфични черти:
- Неударените е и и се редуцират в ъ: лѝцъ (лице), нъ пòвнạ, тòй отѝдъ дạ бèръ грòздъ; ỳлъцъ (улица), дрèбнъ кàмънъ (дребни камъни), въсòк, жèнъ (жени).
- Гореспоменатата редукция не се осъществята след к’, г’, х’: рồк’и, нòг’и, снồх’и.
- Мекост на съгласните, пораждаща преходи на т’ ⇒ к’ и д’ ⇒ г’: дềк’e (дете), к’ôнạк (тънък), пôк’ (път), сèг’ъм (седем), хòг’ъл (ходел).
- Наличие на преход на неударено и в у пред х и ф: извàг’ух (извадих), фàк’ух (хванах).